# Liste des longs métrages kosovars proposés à l'Oscar du meilleur film international
Cet article présente la liste des longs métrages kosovars proposés à l'Oscar du meilleur film international.

## Films proposés par le Kosovo
| Année (Cérémonie) | Titre français                 | Titre original                 | Langue(s)             | Réalisateur        | Résultat       |
| ----------------- | ------------------------------ | ------------------------------ | --------------------- | ------------------ | -------------- |
| 2014 (87e)        | Tri Dritare dhe një Varje (es) | Tri Dritare dhe një Varje (es) | albanais              | Isa Qosja (sq)     | Non nommé      |
| 2015 (88e)        | Babai, mon père                | Babai                          | albanais              | Visar Morina       | Non nommé      |
| 2016 (89e)        | Home Sweet Home (es)           | Home Sweet Home (es)           | albanais              | Faton Bajraktari   | Non nommé      |
| 2017 (90e)        | T'padashtun (es)               | T'padashtun (es)               | albanais, néerlandais | Edon Rizvanolli    | Non nommé      |
| 2018 (91e)        | Martesa                        | Martesa                        | albanais              | Blerta Zeqiri (sq) | Non nommé      |
| 2019 (92e)        | Zana                           | Zana                           | albanais              | Antoneta Kastrati  | Non nommé      |
| 2020 (93e)        | Exil                           | Exil                           | allemand, albanais    | Visar Morina       | Non nommé      |
| 2021 (94e)        | La Ruche                       | Zgjoi                          | albanais              | Blerta Basholli    | Présélectionné |
| 2022 (95e)        | Në kërkim të Venerës (gl)      | Në kërkim të Venerës (gl)      | albanais              | Norika Sefa (sq)   | Non nommé      |